# Site patrimonial des Récollets-de-Trois-Rivières
Le site patrimonial des Récollets-de-Trois-Rivières est un ensemble architectural situé à Trois-Rivières au Canada. Connu aujourd'hui sous le nom d'église Saint-James, il fut jadis l'établissement des Récollets en territoire trifluvien.

## Histoire

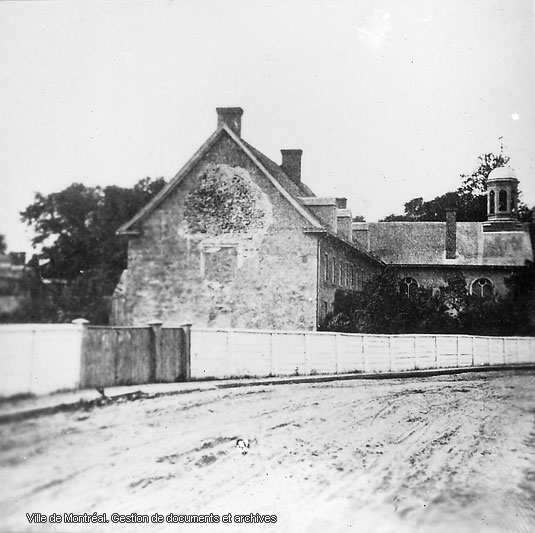
Photographie d'Edgar Gariépy, vers 1920.

Initialement édifié sous le Régime français dès le milieu du  XVIIIe siècle et ayant été épargné par le grand incendie de Trois-Rivières de 1908, le complexe religieux précieux témoin de la colonisation française des Amériques se présente sous forme d'un "L" et amalgame une chapelle et un presbytère. Les Frères mineurs récollets sélectionnent d'abord le lieu en 1693 en y apposant les premières fondations d'une structure façonnée de bois. C'est en 1742 que la construction du bâtiment rectangulaire en pierre est amorcée pour se terminer en 1754 avec l'érection de l'église qui se dresse toujours en place, rue des Ursulines. À la suite de la conquête britannique de 1760, ce lieu de culte théâtre de la remise des armes de la part des soldats français aux troupes de la couronne britannique change de vocation et devient successivement un hôpital, une cour de justice, une prison, un centre administratif et puis la plus ancienne église anglicane du Québec.

## Fouilles archéologiques
Des artéfacts ensevelis depuis plusieurs siècles de même que certaines parties des fondations du premier bâtiment en bois ont été mis au jour à la suite de fouilles archéologiques. Des recherches pour trouver le tombeau du  célèbre frère récollet franciscain Didace Pelletier (1657-1699) furent également entreprises aux abords du lieu historique.

## Centre d'art
En 2011 d'importantes rénovations sont confirmées pour la consolidation du site historique au cœur du Vieux-Trois-Rivières, afin d'abriter le Centre d'art des Récollets - Saint-James.

### Restauration

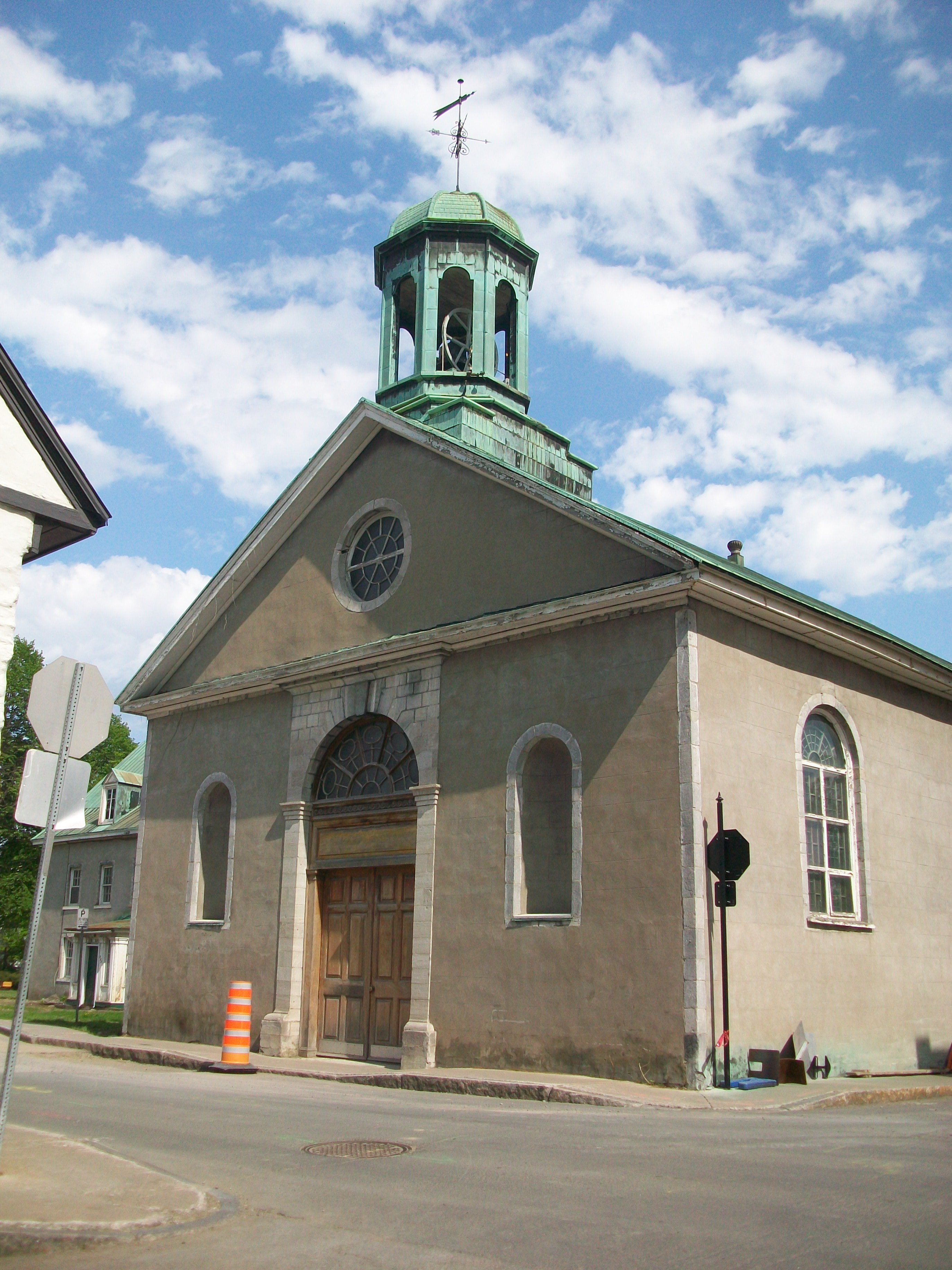
L'ancienne chapelle.
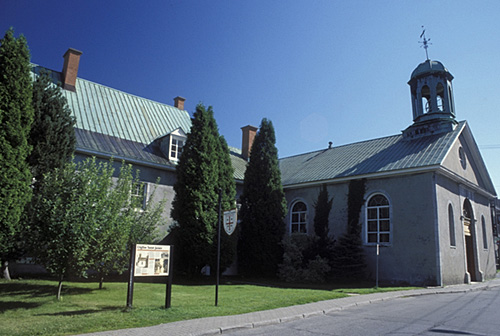
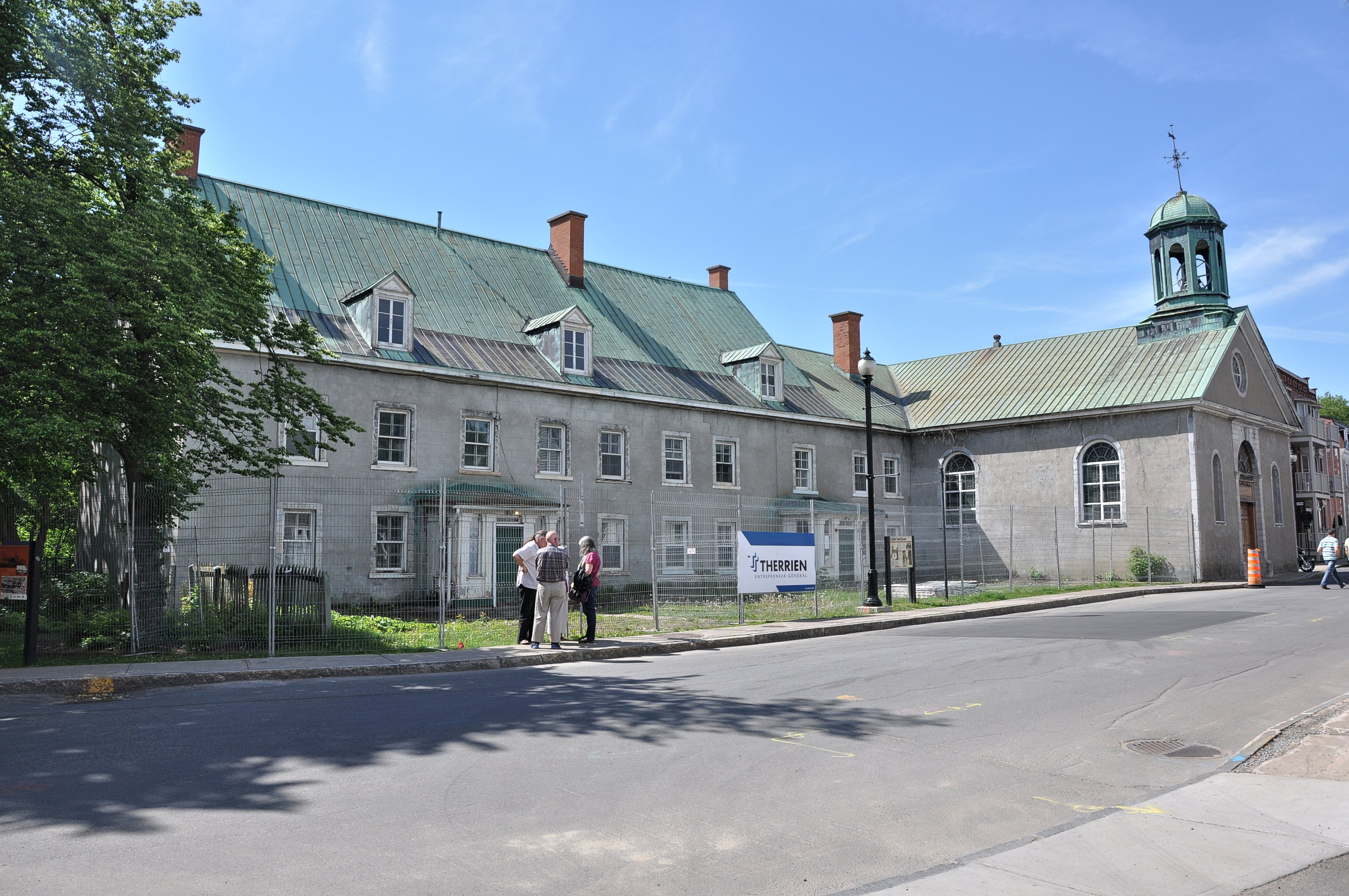
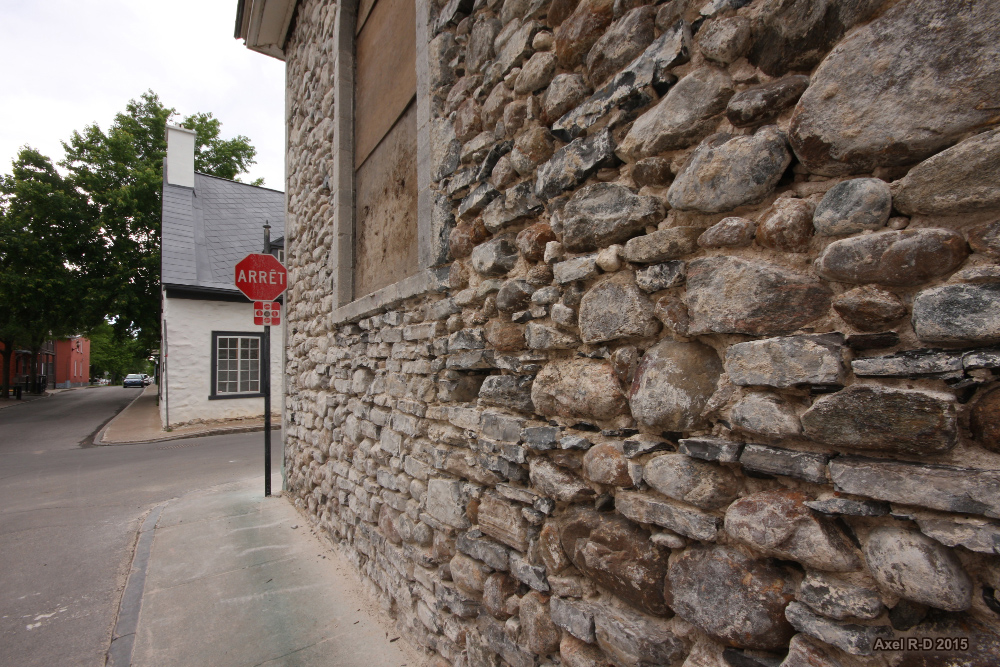
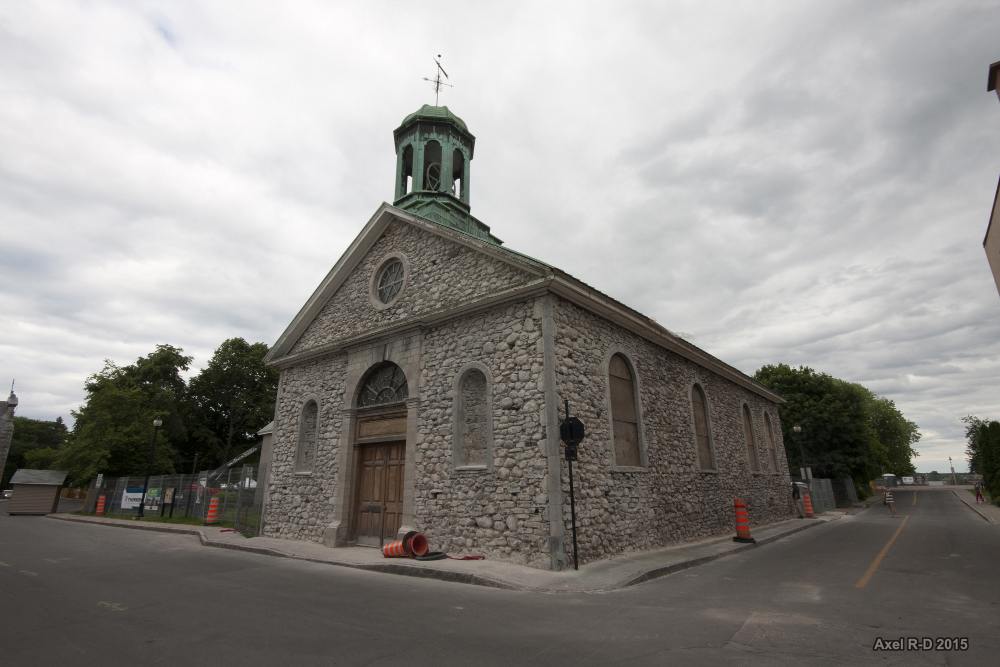
Le site patrimonial des Récollets-de-Trois-Rivières en cours de restauration.